# Glendale (Misuri)
Glendale es una ciudad ubicada en el condado de San Luis en el estado estadounidense de Misuri. En el Censo de 2010 tenía una población de 5925 habitantes y una densidad poblacional de 1.773,38 personas por km².

## Geografía
Glendale se encuentra ubicada en las coordenadas 38°35′37″N 90°22′57″O / 38.59361, -90.38250. Según la Oficina del Censo de los Estados Unidos, Glendale tiene una superficie total de 3.34 km², de la cual 3.34 km² corresponden a tierra firme y (0%) 0 km² es agua.

## Demografía
Según el censo de 2010, había 5925 personas residiendo en Glendale. La densidad de población era de 1.773,38 hab./km². De los 5925 habitantes, Glendale estaba compuesto por el 96.74% blancos, el 0.74% eran afroamericanos, el 0.03% eran amerindios, el 0.95% eran asiáticos, el 0.03% eran isleños del Pacífico, el 0.35% eran de otras razas y el 1.15% pertenecían a dos o más razas. Del total de la población el 1.55% eran hispanos o latinos de cualquier raza.